# Schaffhausen
Schaffhausen er hovedbyen i den schweiziske kanton af samme navn. Byen har 36.587 (2018) indbyggere.
Schaffhausen ligger ved Rhinen og er nok mest kendt for vandfaldet Rheinfall syd for byen.
Rheinfall er Mellemeuropas største vandfald.
- Husfacade, Schaffhausen
- Rheinfall